# Tyrol Air Ambulance

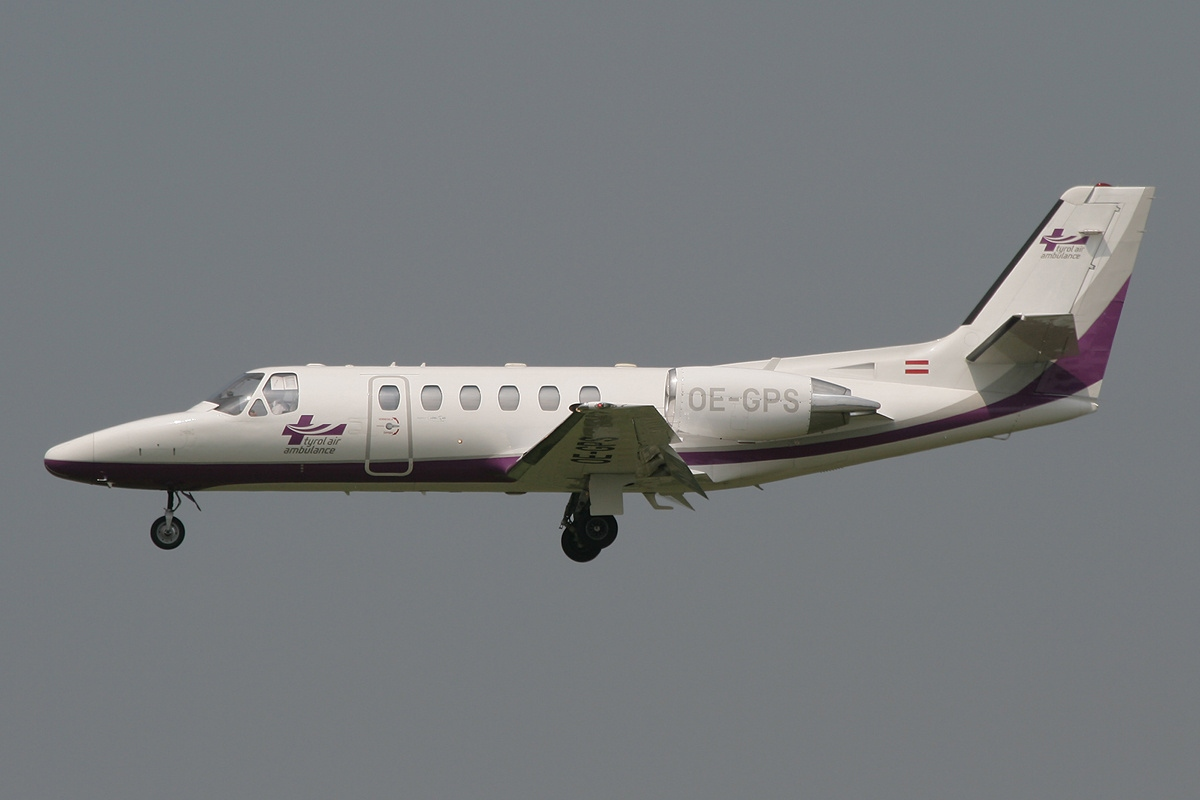
Tyrol Air Ambulance

Tyrol Air Ambulance is een luchtvaartmaatschappij, die zich geheel heeft toegelegd op ziekenvervoer wereldwijd. Tyrol Air Ambulance is in Nederland vooral bekend om haar gipsvluchten die bijna altijd op de Rotterdamse luchthaven Rotterdam Airport landen. Vanuit Oostenrijk en de Franse Alpen vliegt zij in de winter lijndiensten naar Nederland, België en het Verenigd Koninkrijk. In de drie wintermaanden vervoert zij ongeveer 1500 patiënten.

In 2005 landde de maatschappij voor het eerst ook in de zomer op Rotterdam Airport en deed een nieuw woord zijn intrede in de Nederlandse luchtvaart, namelijk de parasolvlucht.

Het hoofdkwartier van de maatschappij is gevestigd in Innsbruck waar ook de vliegtuigen op de luchthaven Kranebitten staan gestationeerd.

## Geschiedenis
Tot 1983 was dit een onderdeel van Tyrolean Airways maar men moest in dat jaar op eigen benen gaan staan. Men ging verder onder de naam Tyrolean Air Ambulance. In 1999 werd deze naam veranderd in de huidige naam Tyrol Air Ambulance. De oorzaak hiervan was een managementbuy-out. Deze zelfstandige maatschappij vormt sindsdien een holding met de in 1995 opgerichte luchtvaartmaatschappij Welcome Air.

## Vloot
Tyrol Air Ambulance vliegt met:
- Citation V (voor 2 patiënten)
- Citation Bravo(voor 1 patiënt)
- Dornier 328 Turboprop (voor 12 patiënten waarvan 5 stretchers)
- Dornier 328 Jet (voor 12 patiënten waarvan 5 stretchers)
- Gulfstream G100[1] (voor 2 patiënten)